# ISO 3166-2:2010-06-30
Pour un article plus général, voir ISO 3166-2.
Cet article résume le contenu du bulletin d’information ISO 3166-2:2010-06-30 (n° II-2 du 30 juin 2010) qui met à jour la norme ISO 3166-2.
Les codifications de 35 pays sont concernés par cette mise à jour. Certains pays sont concernés par plusieurs types de mises à jour.

## Ajout du préfixe au premier niveau
4 pays sont concernés :
- BA (Bosnie-Herzégovine)
- CV (Cap-Vert)
- MW (Malawi)
- PH (Philippines)

## Modification du nom du pays
1 pays est concerné :
- SH (Sainte-Hélène, Ascension et Tristan da Cunha au lieu de Sainte-Hélène et dépendances)

## Données modifiées ou complétées
Il s'agit le plus souvent de mises à jour résultant de la réalité du découpage administratif ou linguistique, de la modification de la liste ou du code source.
30 pays sont concernés :
| - AG (Antigua-et-Barbuda) - AR (Argentine) - BA (Bosnie-Herzégovine) - BF (Burkina Faso) - BI (Burundi) - BS (Bahamas) | - BY (Bélarus) - CF (République centrafricaine) - CL (Chili) - EC (Équateur) - EG (Égypte) - GB (Royaume-Uni) | - GL (Groenland) - HU (Hongrie) - KM (Comores) - LY (Jamahiriya arabe libyenne) - MD (république de Moldova) - MW (Malawi) | - NG (Nigéria) - NZ (Nouvelle-Zélande) - OM (Oman) - PA (Panama) - PE (Pérou) - RU (fédération de Russie) | - SC (Seychelles) - SI (Slovénie) - SN (Sénégal) - TD (Tchad) - TM (Turkménistan) - YE (Yémen) |

## Divers
Il s'agit principalement de corrections typographiques.
4 pays sont concernés
- AR (Argentine)
- IT (Italie)
- MW (Malawi)
- NZ (Nouvelle-Zélande)

## Sources
- www.iso.org Mises à jour de l'ISO 3166.
- (en) www.iso.org ISO 3166-2 NEWSLETTER (issued 2010-06-30): Changes in the list of subdivision names and code elements.